# Louise van Saksen-Coburg en Gotha (1848-1939)
Prinses Louisa Caroline Alberta van het Verenigd Koninkrijk, Hertogin van Argyll (Buckingham Palace, Londen, 18 maart 1848 – Kensington Palace, Londen, 3 december 1939) was het zesde kind van koningin Victoria van het Verenigd Koninkrijk. Ze trouwde met John Douglas Sutherland Campbell, Markies van Lorne en later hertog van Argyll. Hun huwelijk bleef kinderloos.

## Jeugd
Prinses Louisa werd op 18 maart 1848 geboren in Buckingham Palace, Londen, als de dochter van koningin Victoria en haar echtgenoot Albert. Als dochter van de koningin kreeg zij bij haar geboorte de aanspreektitel ‘Hare Koninklijke Hoogheid’. Zij is altijd als prinses Louise (met een 'e') door het leven gegaan.

## Huwelijk
Toen prinses Louise de huwbare leeftijd had bereikt, ging haar moeder op zoek naar een geschikte echtgenoot. Prinses Louise’s schoonzus, Prinses Alexandra van Denemarken, stelde haar broer, kroonprins Frederik van Denemarken, voor. Koningin Victoria wilde echter een tweede huwelijk met de Deense koninklijke familie voorkomen om Pruisen niet voor het hoofd te stoten. Dus stelde prinses Louise’s oudere zus, prinses Victoria, de neef van haar echtgenoot voor, prins Albert van Pruisen. Ook in dit geval kwam het niet van een huwelijk; prins Albert wilde niet in Engeland komen wonen. Uiteindelijk werd besloten dat prinses Louise zou trouwen met een lid van de Britse adel. De keuze viel op John Douglas Sutharland Campbell, markies van Lorne en erfgenaam voor de titel ‘hertog van Argyll’. Ze trouwden op 21 maart 1871 in de St. George’s Chapel van Windsor Castle.

## Canada
In 1878 kreeg prinses Louise’s echtgenoot de functie van gouverneur-generaal van Canada aangeboden; op 14 november vertrok het paar naar Canada. Prinses Louise was erg populair bij de Canadezen, die onder andere Lake Louise en de provincie Alberta naar de prinses vernoemden.
In februari 1880 raakte prinses Louise ernstig gewond bij een ongeluk met een slee. De slee kapseisde en de prinses werd honderden meters voortgesleept aan haar haren, waarbij zij een oor verloor. De prinses verliet daarop Canada om in Engeland te herstellen van haar verwondingen. In 1883 keerde ook haar man weer terug.

## Hertogin van Argyll
Op 4 april 1900 stierf George Douglas Campbell (8e hertog van Argyll), waardoor Louise en John de 9e hertog en hertogin van Argyll werden.
In 1914 stierf Louise’s echtgenoot aan een longontsteking, waardoor zij weduwe werd. Zelf stierf ze in 1939 op Kensington Palace. De hertog en hertogin van Argyll hadden geen kinderen. Er werd gezegd dat de prinses onvruchtbaar was geworden door een hersenvliesontsteking, die ze in haar jeugd had gehad. In verschillende biografieën werd echter de seksuele geaardheid van de hertog ter discussie gesteld.

## Titels
- Hare Koninklijke Hoogheid Prinses Louise
- Hare Koninklijke Hoogheid Prinses Louise, Markiezin van Lorne
- Hare Koninklijke Hoogheid Prinses Louise, Hertogin van Argyll

## Voorvaderen
| Louise van Saksen-Coburg en Gotha             | Louise van Saksen-Coburg en Gotha                                                                         | Louise van Saksen-Coburg en Gotha                                                                         | Louise van Saksen-Coburg en Gotha                                                                     | Louise van Saksen-Coburg en Gotha                                                                     | Louise van Saksen-Coburg en Gotha                                                                              | Louise van Saksen-Coburg en Gotha                                                                              | Louise van Saksen-Coburg en Gotha                                                                         | Louise van Saksen-Coburg en Gotha                                                                         |
| --------------------------------------------- | --- | --- | --- | --- | --- | --- | --- | --- |
| Overgrootouders                               | Frans van Saksen-Coburg-Saalfeld (1750-1806) ∞ 1777 Augusta van Reuss-Ebersdorf en Lobenstein (1757-1831) | Frans van Saksen-Coburg-Saalfeld (1750-1806) ∞ 1777 Augusta van Reuss-Ebersdorf en Lobenstein (1757-1831) | August van Saksen-Gotha-Altenburg (1772-1822) ∞ 1754 Louise van Mecklenburg-Schwerin                  | August van Saksen-Gotha-Altenburg (1772-1822) ∞ 1754 Louise van Mecklenburg-Schwerin                  | George III van het Verenigd Koninkrijk (1738-1820) ∞ 1761 Sofia Charlotte van Mecklenburg-Strelitz (1744-1818) | George III van het Verenigd Koninkrijk (1738-1820) ∞ 1761 Sofia Charlotte van Mecklenburg-Strelitz (1744-1818) | Frans van Saksen-Coburg-Saalfeld (1750-1806) ∞ 1777 Augusta van Reuss-Ebersdorf en Lobenstein (1757-1831) | Frans van Saksen-Coburg-Saalfeld (1750-1806) ∞ 1777 Augusta van Reuss-Ebersdorf en Lobenstein (1757-1831) |
| Grootouders                                   | Ernst I van Saksen-Coburg en Gotha (1784–1844) ∞ 1817 Louise van Saksen-Gotha-Altenburg (1800–1831)       | Ernst I van Saksen-Coburg en Gotha (1784–1844) ∞ 1817 Louise van Saksen-Gotha-Altenburg (1800–1831)       | Ernst I van Saksen-Coburg en Gotha (1784–1844) ∞ 1817 Louise van Saksen-Gotha-Altenburg (1800–1831)   | Ernst I van Saksen-Coburg en Gotha (1784–1844) ∞ 1817 Louise van Saksen-Gotha-Altenburg (1800–1831)   | Eduard August, hertog van Kent (1767–1820) ∞ 1818 Victoria van Saksen-Coburg-Saalfeld (1786–1861)              | Eduard August, hertog van Kent (1767–1820) ∞ 1818 Victoria van Saksen-Coburg-Saalfeld (1786–1861)              | Eduard August, hertog van Kent (1767–1820) ∞ 1818 Victoria van Saksen-Coburg-Saalfeld (1786–1861)         | Eduard August, hertog van Kent (1767–1820) ∞ 1818 Victoria van Saksen-Coburg-Saalfeld (1786–1861)         |
| Ouders                                        | Albert van Saksen-Coburg en Gotha (1819–1861) ∞ 1840 Victoria van het Verenigd Koninkrijk (1819–1901)     | Albert van Saksen-Coburg en Gotha (1819–1861) ∞ 1840 Victoria van het Verenigd Koninkrijk (1819–1901)     | Albert van Saksen-Coburg en Gotha (1819–1861) ∞ 1840 Victoria van het Verenigd Koninkrijk (1819–1901) | Albert van Saksen-Coburg en Gotha (1819–1861) ∞ 1840 Victoria van het Verenigd Koninkrijk (1819–1901) | Albert van Saksen-Coburg en Gotha (1819–1861) ∞ 1840 Victoria van het Verenigd Koninkrijk (1819–1901)          | Albert van Saksen-Coburg en Gotha (1819–1861) ∞ 1840 Victoria van het Verenigd Koninkrijk (1819–1901)          | Albert van Saksen-Coburg en Gotha (1819–1861) ∞ 1840 Victoria van het Verenigd Koninkrijk (1819–1901)     | Albert van Saksen-Coburg en Gotha (1819–1861) ∞ 1840 Victoria van het Verenigd Koninkrijk (1819–1901)     |
| Louise van Saksen-Coburg en Gotha (1848-1939) | | | | | | | | |

## Noot
1. ↑  Richard Hough, red., Advice to a Grand-daughter. Letters from Queen Victoria to Princess Victoria of Hesse Londen, 1975. p. 21